# Stefan Popov
Ștefan Popov (în bulgară Стефан Попов, n. 11 martie 1872, Varna, Imperiul Otoman – d. 19 iulie 1938, Sofia, Bulgaria) a fost unul dintre generalii armatei Bulgariei din Primul Război Mondial. A îndeplinit funcțiile de șef de stat major al Armatei 3 și apoi al Armatei 1 bulgare.
A îndeplinit funcția de comandant al Diviziei 6 Infanterie bulgară în campania acesteia din România, din anul 1916.

## Cariera militară
În 1892, a absolvit Școala Militară de Ofițeri din Sofia, cu gradul de sublocotenent iar la 2 august 1895 a fost promovat la gradul de locotenent.
A fost „comitagiu” în „Comitetul Suprem Macedonean”, fiind prezent la cel de-al optulea congres al asociației, desfășurat la Dobrici, în aprilie 1901.:259
În 1901, a absolvit Academia de Stat Major din Sankt-Petersburg, fiind promovat la gradul de căpitan. Este repartizat la Regimentul 5 Infanterie. La 31 decembrie 1906 a fost avansat la gradul de maior, fiind numit în 1909 ca adjutant-major la Divizia 5 Infanterie. La 1 ianuarie 1911 a fost înaintat la gradul de locotenent-colonel, iar la 14 februarie 1914 în gradul de colonel.
Pe timpul participării Bulgariei la Primul Război Mondial a fost șef de stat major al Armatei 3 bulgară și comandant al Diviziei 6 Infanterie în campania din România în perioada 1916-1918. La 1 ianuarie 1918 a fost înaintat la gradul de general-maior, îndeplinind în perioada august-septembrie 1918 funcția de șef de stat major al Armatei 1. 
Demisionează din armată în 1919 încetând din viață la 19 iulie 1938, la Sofia.

## Decorații
- - Ordinul militar „Pentru Curaj” (Bulgaria)
- - Ordinul „Sfântul Alexandru”, clasa a IV-a, cu spade (Bulgaria)
- - Ordinul național „Meritul Militar”, clasa a V-a (Bulgaria)
- - Ordinul Crucea de Fier, clasa I și II (Germania)